# Rally-obedience
La Rally-Obedience è una disciplina degli sport cinofili.
Il binomio cane-uomo deve compiere un percorso lungo il quale devono essere eseguiti esercizi indicati da cartelli disposti lungo il tragitto.
Lo spostamento tra una stazione e la successiva deve, ove non diversamente indicato, essere eseguita "in condotta" ed a passo normale.
Un percorso di rally è composto da un minimo di 10 ad un massimo di 22 stazioni
| Controllo di autorità | LCCN (EN) sh2003008539 · J9U (EN, HE) 987007563934105171 |